# 国際音声試験信号
国際音声試験信号（こくさいおんせいしけんしんごう。英語、international speech test signal。略称、ISTS。）とは、例えば補聴器による音声の増幅特性を調べたりするために用いられる、擬似的に作成された音である。日本語では、国際音声検査信号（こくさいおんせいけんさしんごう）、国際音声テスト信号（こくさいおんせいテストしんごう）などと呼ばれることもある。

## 補聴器の試験
難聴の者が自身の聴力を補うために用いる器具の1つとして補聴器が挙げられる。開発当初の補聴器は、基本的に単にマイクロフォンで周囲の音を拾い、それを単に電気的に増幅して、スピーカーから外耳道へと音を出力するものだった補聴器も、技術の進歩と共に、拾った音をデジタル処理して解析し、例えば、騒音と補聴器が解析した音は、増幅しないようにする騒音抑制機能などが実装されていった

。
すなわち補聴器は、単に検知した音を増幅するための機器から、検知した音に対して信号処理を行うことで、なるべく装着者が快適な音を聴けるように音を選択したり、その電気的な増幅量を変化させるようになってきた。このような信号処理を行う補聴器に対して、音の増幅特性を調べるために、従来から試験信号として用いられてきた持続的に発生させた純音などを試験信号として用いた場合、それを補聴器側が騒音と判断して増幅の度合いを抑えるといったことも起こり得る。もし、その補聴器に騒音抑制機能を一時的に解除する機能も備わっていれば、従来の持続音の純音などを試験信号とすることも不可能ではない。ただ、そもそも難聴の者が補聴器を用いてまで聴きたいと考えている音は、通常のところヒトの話し声などの音声なので、補聴器の増幅特性を調べるためには、ヒトの声を用いるといった考え方も存在する。ところが、ヒトの話し声などには様々な波形の音が存在するため、純音のように単に音強と基本周波数だけ規定すれば波形が1種類に定まるといったことはない

。
もし補聴器の音の増幅特性の試験場ごとに異なった波形で補聴器を検査した場合、その結果を比較しようにも、単純には比較するわけにゆかない。そこで、国際的に定められた擬似音声である、国際音声試験信号が、補聴器の音の増幅特性を調べるために使用されることがある。なお、日本では、国際音声試験信号を用いて補聴器の特性を測定する手法が、JIS規格の「JIS C5516」に定められている

。